# Stade Paavo-Nurmi
Le stade Paavo Nurmi (en finnois : Paavo Nurmi stadion) est un stade construit dans le parc sportif de Turku à Turku en Finlande.

## Description
Le stade est construit en 1997 sur un ancien stade qui datait de 1890.
Nommé d'après le « finlandais volant », Paavo Nurmi, grand coureur de fond natif de Turku, le stade a une capacité de 13 000 places et accueille des matches de football ainsi que des meetings d'athlétisme dont les Paavo Nurmi Games.
Le stade dispose d'une piste de course à 8 couloirs et d'espaces pour les sports de plein air.
La pelouse à l'intérieur de la piste mesure 62 m x 102 m.
La tribune principale compte environ 4 000 places et l'espace entourant le terrain peut accueillir environ 9 000 spectateurs.